# معالجة إلكترونية

إخفاء علامة الصليب من مركز الزهرة في مسلسل البؤساء.

المعالجة الإلكترونية في الدوبلاج هي العملية التي يتم من خلالها تغطية وحجب كل ما يُنافي الآداب العامة أو الأفكار السائدة في المجتمع المحلي عن طريق تلوينها إلكترونياً مع مراعاة عدم حذف المشهد أو تقطيعه، سواءً تمثلت في المشاهد المخلة بالحياء أو الرسومات التي ترمز إلى ديانات واعتقادات أخرى مضادة لما يؤمن به المُجتمع. تكون هذه الطريقة بتلوين أجزاء المناطق المكشوفة (كالركبتين مثلاً) أو المجسم المُراد حجبه مع الضبط في حركة المشي والحركات الأخرى. يكون ذلك من خلال جمع كل إطار للصورة وتغطيته صورة تلو صورة ثم دمجها في النهاية وذلك من خلال عدة برامج مُتخصصة.تُغني هذه العملية عن حذف المشاهد أو تقطيعها، وتُمكّن من استعراض المشهد دون حذفه بأكمله، وذلك في خطوة مُتقدمة لإظهار العمل بأفضل صورة ممكنة.
اشتُهر مركز الزهرة بعملية المعالجة الإلكترونية التي بدأ بها مطلع عام 2008 بعد أن كان في السابق يقوم بحذف المشاهد المُراد حجبها.